# Henri Doucet
Henri Auguste Doucet (* 16. Dezember 1883 in Pleumartin, Département Vienne, Frankreich; † 5. März 1915 bei Hooge, Flandern, Belgien) war ein französischer Zeichner und Maler.

## Leben

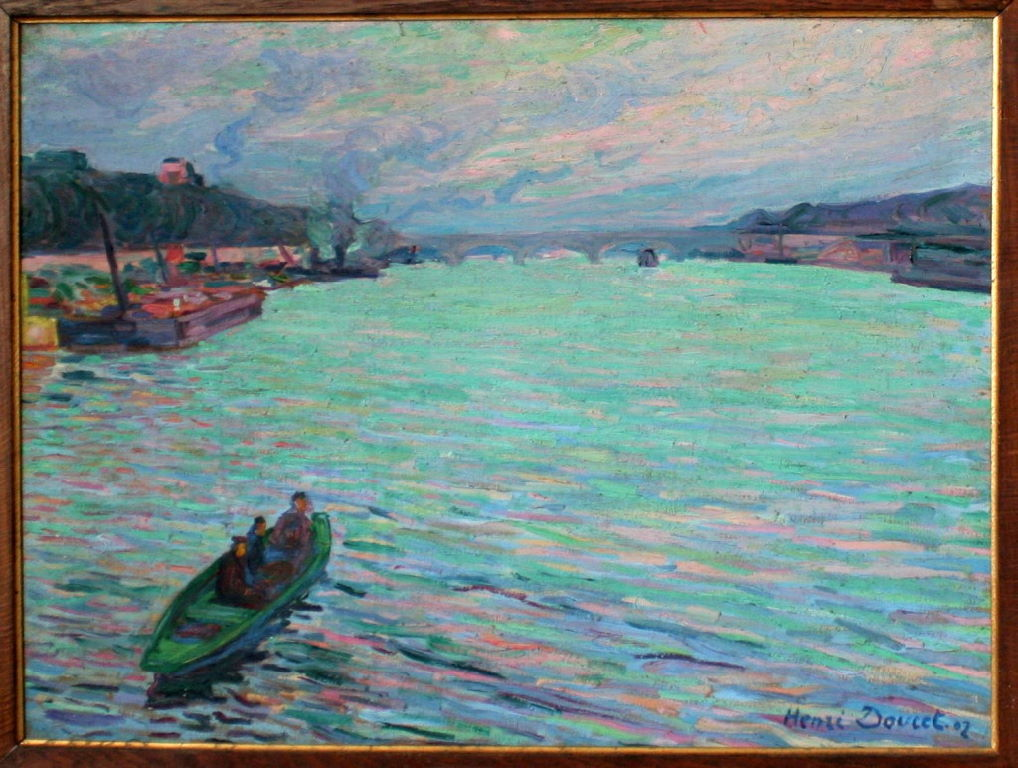
Die Seine an der Brücke Pont d’Austerlitz (1902)

Henri Doucet stammte aus einer Familie von Arbeitern und Bauern und begann seine Laufbahn als Anstreicher. Aufgrund seines zeichnerischen Talents nahm er während Weltausstellung in Paris im Jahre 1900 an der Gestaltung von Pavillons teil. Anschließend trat er in die Hochschule der Bildenden Künste in Paris ein. Dort wurde der Maler Jean-Léon Gérôme auf Doucet aufmerksam und nahm ihn in sein Atelier auf. Parallel zu seinem Studium arbeitete er mit Jean-Paul Laurens und Henri Martin, den er bei seinen Arbeiten am Capitol in Toulouse unterstützte. Zum Ende seines Studiums unternahm er eine Studienreise nach Italien.
Als er 1907 nach Paris zurückkam, trat er dem Kulturzentrum L’Abbaye de Créteil bei, das von Georges Duhamel und Charles Vildrac (dieser später: AEAR) gegründet worden war. Dort stellte er venezianische Landschaftsbilder und Porträts befreundeter Künstler aus. Nachdem sich die Groupe de l’Abbaye aufgelöst hatte, zog er mit den Malern Albert Gleizes und Maurice Drouard und dem Bildhauer Géo Maxim in ein Haus an der Rue du Delta 7. Dieses Haus, das halb in Trümmern lag, wurde von dem Arzt Paul Alexandre gemietet, um dort eine neue Künstlerkolonie zu gründen. Doucet stellte dort Amedeo Modigliani vor und Paul Alexandre wurde sein Mäzen. Das Abenteuer in der Rue du Delta (9. Arrondissement) dauerte bis 1911.
Im Sommer 1913 machte sich Doucet mit seinem Freund Charles Vildrac auf seine zweite Italienreise. Anschließend ließ er sich in Villeneuve-lès-Avignon nieder. Als im Jahr 1914 der Erste Weltkrieg begann, meldete er sich freiwillig und wurde mit einem Infanterieregiment an die Front nach Flandern geschickt. Dort fiel er am 5. März 1915 bei Hooge (Belgien)  nahe dem Fluss Yser.

## Trivia
Am 29. September 2019 wurde eine Folge der Sendung Lieb & Teuer des NDR ausgestrahlt, die von Janin Ullmann moderiert und im Schloss Reinbek gedreht wurde. Darin wurde mit der Gemälde-Expertin Ariane Skora ein Gemälde Doucets besprochen, das eine Zitronenernte zeigt.